# King Snake Roost
King Snake Roost foi uma banda Australiana de rock, que se tornou uma das bandas australianas e internacionais que emergiram no meio dos anos 80 para o que seria definido como Pós-Punk. Mais tarde, essa descrição mudaria para o nome Noise rock. A banda foi formada em 1985 e em 1987, a banda se muda para Sydney. Na Austrália e nos Estados Unidos, o King Snake Roost já tocou com as mais influentes bandas de noise dos anos 80, dentre elas, Sonic Youth, Mudhoney, Big Black, Helmet, Babes in Toyland, Lubricated Goat, feedtime e The Mark of Cain. A banda já tocou em casas de shows como o CBGB e o Maxwell's.

## Carreira
A primeira formação da banda consistia em Charlie Tolnay na guitarra, Michael Raymond no baixo e George Klestines na bateria (por um breve período de tempo. Klestines foi substituido por Bill Bostle algum tempo depois). Peter Hill entra mais tarde na posição de vocalista. O primeiro álbum do King Snake Roost, From Barbarism to Christian Method, foi lançado inicialmente em 1987, exemplificava a sua forma de som, um som de garagem bastante pesado, que mais tarde seria rotulado como Noise rock. Logo depois do lançamento, Michael Raymond sai da banda e é substituido por David Quinn e então, a banda decide se mudar de Adelaide para Sydney, onde a banda lança alguns singles.
Logo depois de se mudarem para Sydney, a banda lança seu segundo álbum Things That Play Themselves em 1989 e a banda começa uma turnê americana ao lado de Babes in Toyland, Helmet e Hard-Ons. Durante a turnê de dois meses, a banda grava seu terceiro álbum com o produtor Butch Vig. Durante este intervalo de tempo, o guitarrista Charlie Tolnay trabalha com o vocalista do Dead Kennedys, Jello Biafra e com membros da banda Steel Pole Bathtub sobre o nome "Tumor Circus". Enfim, Ground into the Dirt, o terceiro álbum do King Snake Roost foi lançado em 1990 pela gravadora Amphetamine Reptile Records nos Estados Unidos e pela Megadisc na Europa. David Quinn e Bill Bostle decidem sair da banda, sendo substituídos por Gene Rivet e Craig Rossi, respectivamente, mas a banda não consegue durar mais tempo e acaba se dissolvendo em 1990. No fim do mesmo ano, a banda decide se reunir apenas para alguns shows, sem a intenção de gravar mais nenhum álbum, se dissolvendo novamente no mesmo ano.

## Integrantes
- Peter Hill - Harpa (1986-1989); Guitarra (1987-1989); Vocais (1986-1990)
- Charlie Tolnay - Guitarra (1985-1990)
- Gene Rivet - Baixo (1989-1990)
- Craig Rossi - Bateria (1989-1990)

## Ex-Integrantes
- George Klestines - Bateria (1985-1987)
- Michael Raymond - Baixo (1985-1987)
- Bill Bostle - Bateria (1987-1990)
- David Quinn - Baixo (1987-1990)

## Discografia

### Álbuns de Estúdio
- From Barbarism to Christian Method (1987, Aberrant Records; 1989, Amphetamine Reptile Records)
- Things That Play Themselves (1988, Aberrant Records; 1989, Amphetamine Reptile Records)
- Ground into the Dirt (1990, Amphetamine Reptile Records)

### Singles/Splits
- Raw Cuts 7" (1987, Satellite Records)
- Top End Killer 7" (1987, Aberrant Records)
- School's Out / Nutbush City Limits 7" (Split w/Bloodloss) (1987, Aberrant Records)
- More Than 1 Bob 7" (Split w/feedtime) (1988, Aberrant Records)

### Participações em Coletâneas
- Zippo em Dope, Guns Fucking In The Streets Volume 1-3 (1990, Amphetamine Reptile Records)
- I Want You em Hard to Believe: Kiss Covers Compilation (1990, Waterfront Records)